# Kleidocerys resedae
Kleidocerys resedae är en insektsart som först beskrevs av Georg Wolfgang Franz Panzer 1797.  Kleidocerys resedae ingår i släktet Kleidocerys och familjen fröskinnbaggar. Arten är reproducerande i Sverige.

## Underarter
Arten delas in i följande underarter:
- K. r. resedae
- K. r. fuscomaculatus
- K. r. geminatus

## Bildgalleri

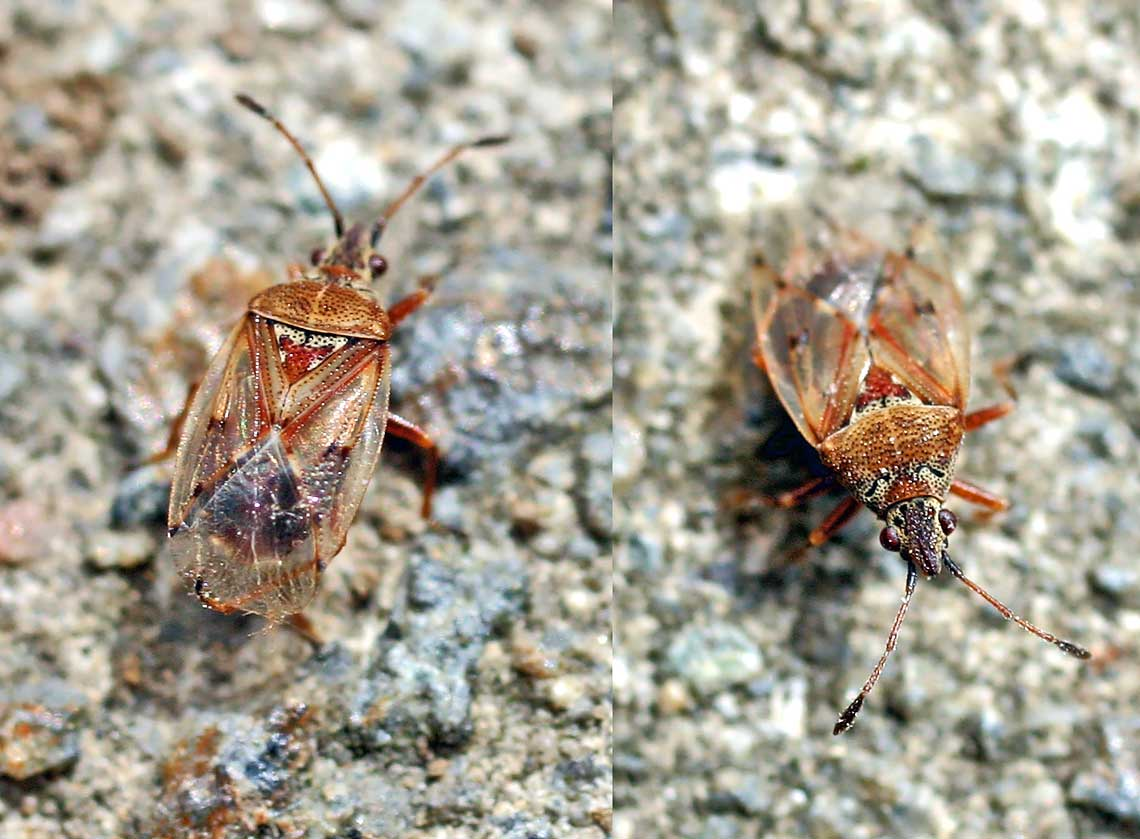
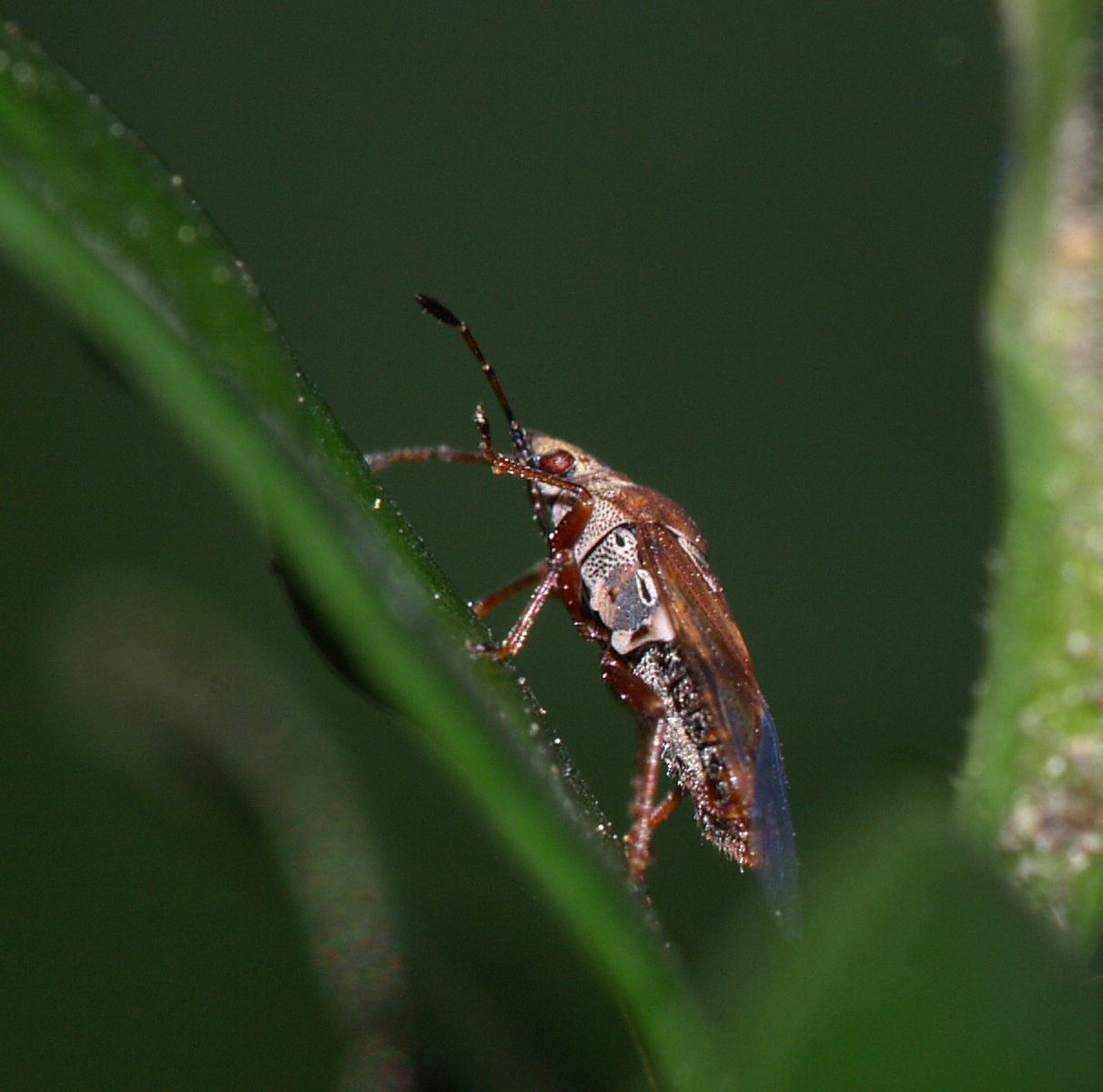
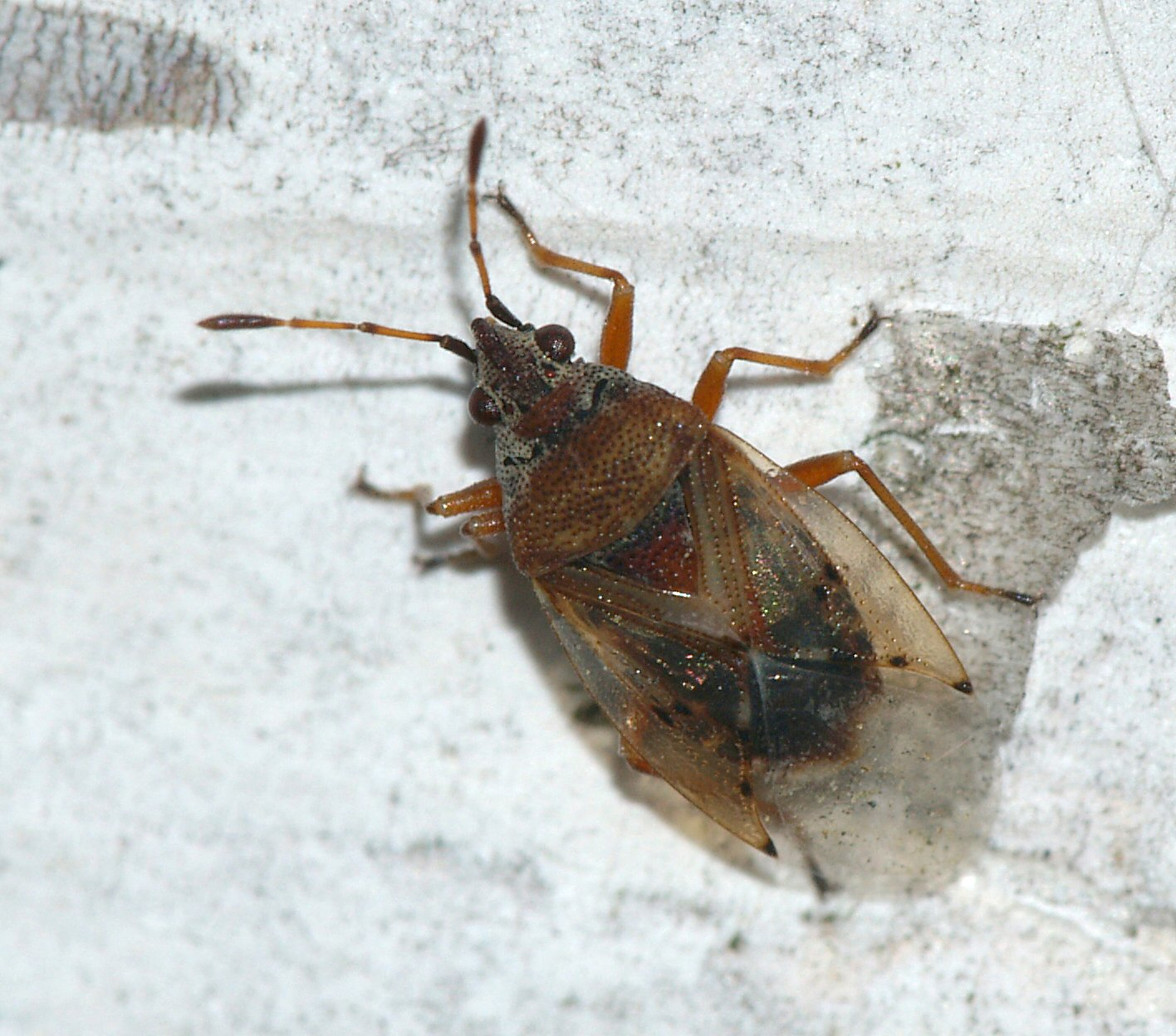
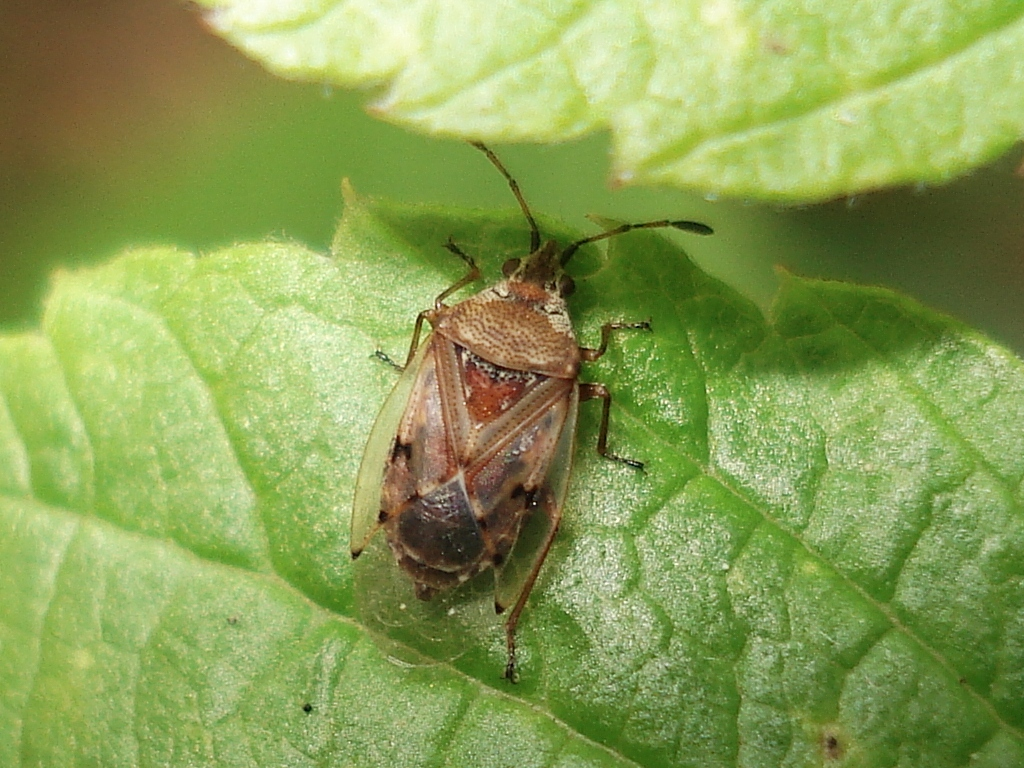
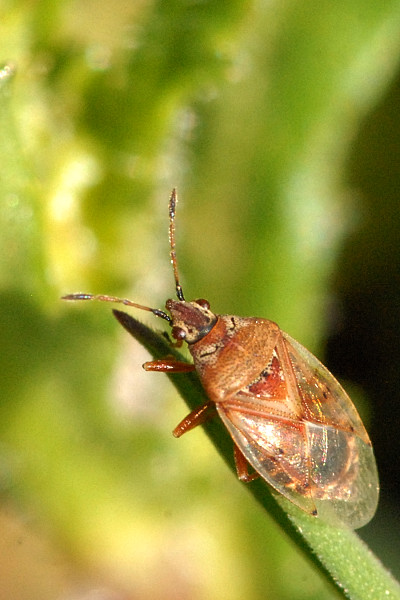